# Căn cứ không quân Thủy Môn
Căn cứ không quân Thủy Môn (tiếng Trung: 水门空军基地) là một căn cứ không quân của Quân giải phóng nhân dân Trung Quốc đang được xây dựng tại ở hương dân tộc Xa-Thủy Môn, huyện Ninh Đức, tỉnh Phúc Kiến, Cộng hòa Nhân dân Trung Hoa. Căn cứ này nằm trên một khu vực đồi núi rộng 2km2 ở độ cao 364m so với mực nước biển. Căn cứ không quân Thủy Môn đã gần như hoàn tất, cho phép các loại máy bay như J-10, Sukhoi Su-30 và các máy bay không người lái có thể triển khai ở đây.
Căn cứ không quân Thủy Môn có cự ly so với Đài Loan 246 km và cách quần quần đảo Senkaku (Điếu Ngư Đài) 380 km, cũng được trang bị các tên lửa đất đối không S-300. Hệ thống tên lửa tại căn cứ này bao gồm 32 dàn phóng di động và 198 tên lửa. Căn cứ này giúp không quân Trung Quốc có thể tấn công các mục tiêu ở biển Hoa Đông trong trường hợp có xung đột.